# Гипотеза Штрассена
Гипотеза Штрассена — утверждение о том, что для сколь угодно малого {\displaystyle \varepsilon >0} существует алгоритм, при достаточно больших натуральных {\displaystyle n} гарантирующий перемножение двух квадратных матриц размера {\displaystyle n\times n} за {\displaystyle O(n^{2+\varepsilon })} операций.
Выдвинута Фолькером Штрассеном в 1969 году; по состоянию на 2023 год остаётся одной из важных нерешенных проблем линейной алгебры и теории сложности вычислений.
Задача перемножения двух больших квадратных матриц часто встречается в приложениях и её ускорение этой операции имеет большое практическое значение. Поскольку при умножении матриц надо вычислить {\displaystyle n^{2}} новых, вообще говоря, разных значений элементов матриц, это нельзя сделать менее, чем за {\displaystyle O(n^{2})} операций. Стандартный алгоритм согласно определению умножения матриц требует {\displaystyle O(n^{3})} операций. Алгоритм Штрассена, опубликованный в 1969 году, требовал {\displaystyle {O}(n^{\log _{2}7})\approx {O}(n^{2,81})} умножений; в той же работе выдвинута гипотеза о возможности перемножать матрицы со скоростью, сколь угодно близкой к {\displaystyle O(n^{2})}. 
В 1990 году было доказано, что достаточно {\displaystyle {O}(n^{2,376})} операций (алгоритм Копперсмита — Винограда). Этот алгоритм имеет теоретическое значение и не может использоваться на практике, поскольку реально ускоряет умножение только для астрономически больших матриц. В дальнейшем было получено несколько очень незначительных улучшений последней оценки на базе того же метода. Это позволяет предположить существование «барьера Копперсмита — Винограда» в теоретических оценках сложности этой задачи, хотя большинство исследователей полагает, что гипотеза Штрассена верна. Показатель степени в практических алгоритмах был несколько улучшен по сравнению с показателем алгоритма Штрассена, но пока он остаётся существенно больше показателя алгоритма Копперсмита — Винограда.